# Temelucha marocator
Temelucha marocator là một loài tò vò trong họ Ichneumonidae.